# Universität Artois

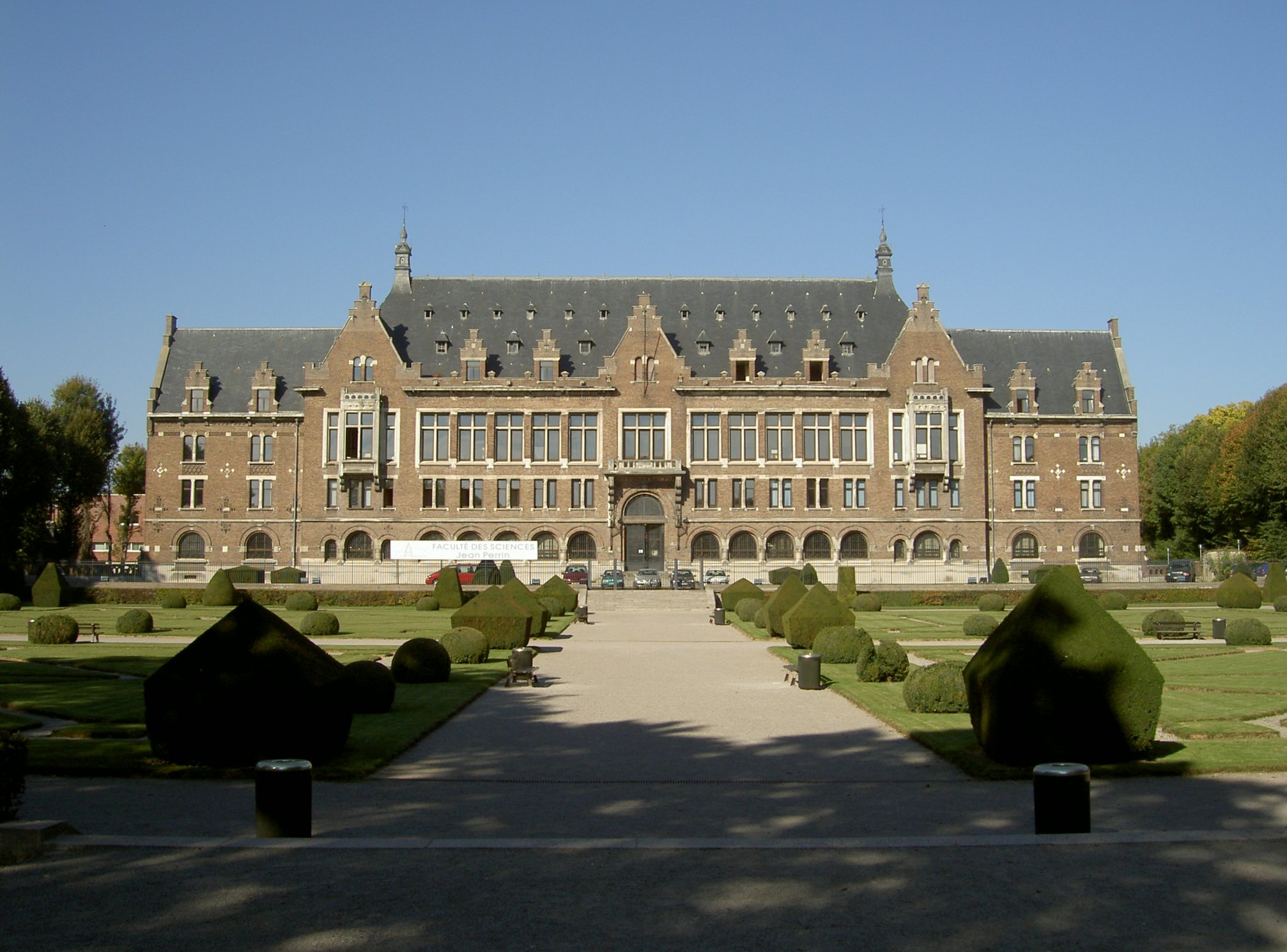
Die Universität in Lens (2000)

Die Universität Artois (französisch Université d’Artois) liegt im nordfranzösischen Kohle- und Industrierevier und hat ihre Hauptstandorte in den Städten Lens und Arras.

## Geschichte
Die Universität ist eine der jüngsten des Landes und hat mehrere Standorte in der Region Hauts-de-France. Sie ist Mitglied der Université Lille Nord de France.

## Gliederung in Fachbereiche und Orte
- Arras (Gesellschaftswissenschaften, Künste, Literatur, Sprachwissenschaften, Wirtschaft)
- Béthune (Ingenieurwissenschaften, Technologie)
- Douai (Jura und Politikwissenschaften)
- Lens (Geologie, Geographie, Naturwissenschaften)
- Liévin (Sport- und Lebenswissenschaften)